# كارل إي. كيس
كارل إي. كيس (بالإنجليزية: Karl Edwin Case)‏ هو اقتصادي أمريكي، ولد في 5 نوفمبر 1946، وتوفي في 15 يوليو 2016 بسبب ورم نخاعي متعدد.